# Commonwealth Bank

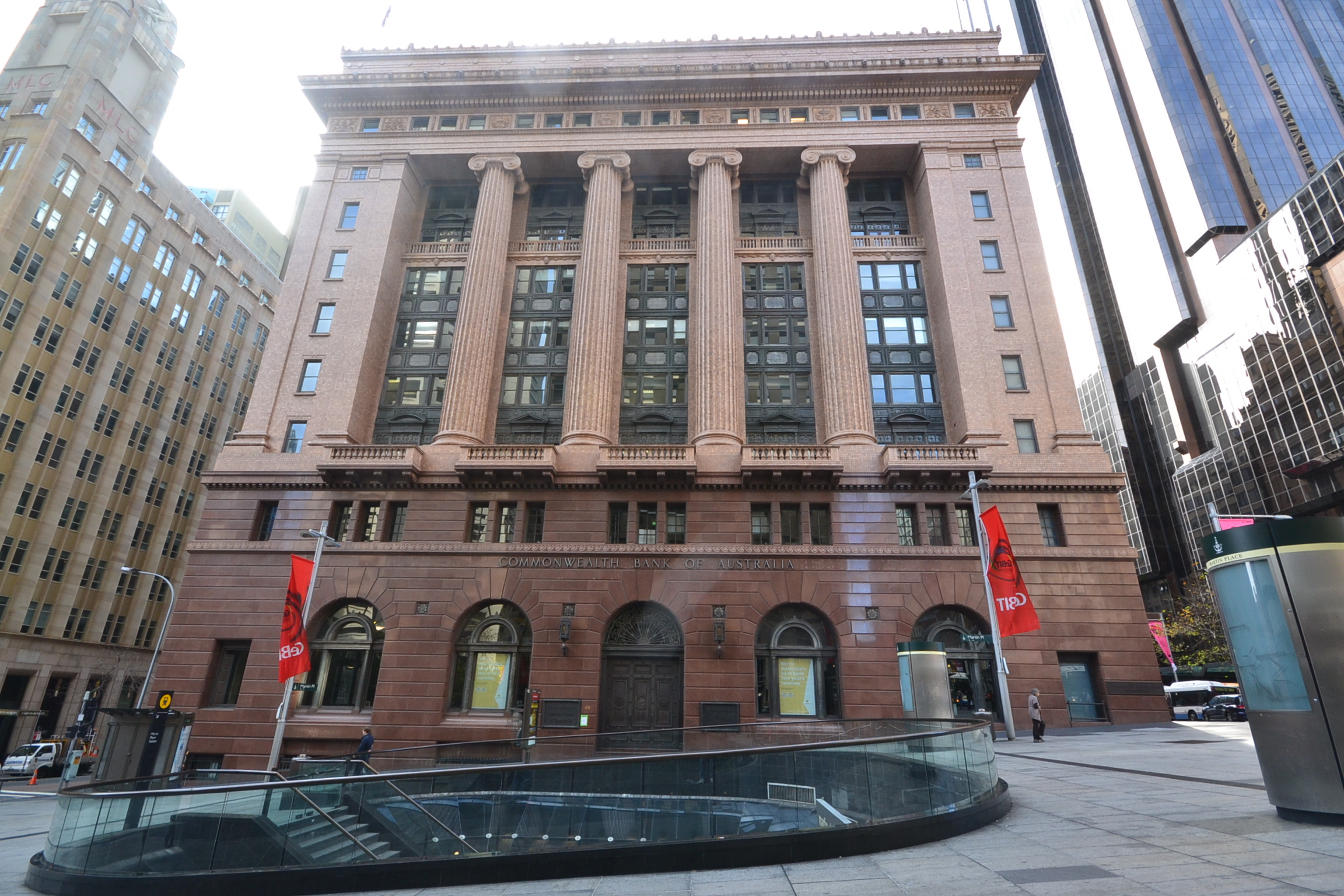
Prédio do Commonwealth Bank em Sydney.

O Commonwealth Bank of Australia é um banco multinacional australiano com negócios em toda a Nova Zelândia, Fiji, Ásia, Estados Unidos e Reino Unido. O Commonwealth Bank fornece uma variedade de serviços financeiros, incluindo bancos comerciais, de varejo e institucional, gestão de fundos, aposentadoria, seguros, investimentos e serviços de corretagem. É comummente referido como o Commonwealth Bank ou Commbank.
Fundado em 1911 pelo governo australiano, o Commonwealth Bank é um dos "quatro grandes" bancos australianos, junto com o National Australia Bank (NAB), Australia and New Zealand Banking Group e Westpac.